# 6908 Kunimoto
6908 Kunimoto (1990 WB3) là một tiểu hành tinh vành đai chính được phát hiện ngày 24 tháng 11 năm 1990 bởi K. Endate và K. Watanabe ở Kitami.